# Deutsche Basketballmeisterschaft der Frauen 1968
Das Endspiel um die 22. Deutsche Basketballmeisterschaft der Frauen 1968 fand am 9. Juni 1968 in Darmstadt statt, die Teilnehmer wurden nach dem Regelwerk aus dem Jahr 1959 im K.-o.-System ermittelt. Dabei setzte sich der 1. SC Göttingen 05 durch und besiegte den TV Groß-Gerau mit 57:47. Der 1. SC Göttingen 05 qualifizierte sich als deutscher Meister für den Europapokal der Landesmeister 1968/69.